# Искра (Смоленская область)
Искра — деревня в Кардымовском районе Смоленской области России. Входит в состав Тюшинского сельского поселения. По состоянию на 2007 год постоянного населения не имеет. 
Расположена в центральной части области в 10 км к югу от Кардымова, в 12 км южнее автодороги Р134 «Старая Смоленская дорога» Смоленск — Дорогобуж — Вязьма — Зубцов. В 5 км юго-восточнее деревни расположена железнодорожная станция Приднепровская на линии Смоленск — Сухиничи. 

## История
В годы Великой Отечественной войны деревня была оккупирована гитлеровскими войсками в августе 1941 года, освобождена в сентябре 1943 года.